# مسجد علي حسين الراشد
مسجد علي بن حسين علي الراشد هو من مساجد العراق  التراثية القديمة، ويقع في قرية الفذاغية، في قضاء الفاو في محافظة البصرة، وهو من مساجد البصرة الأثرية التي شيدت عام 1300 هـ/1883م، على يد عائلة آل الخشنام. ثم جدد بناءه عام 1339 هـ/1920م، فشمل التعمير مصلى الحرم وجدرانه وسقفه وأرضيته، فقد كان قائماً على أعمدة خشبية ومسقف سقفهُ بالحصير وجذوع النخل، ولهُ منبر من الخشب ومحراب من اللبن والطين، ثم جرى هدمه وإعادة بناءه بالكامل عام 1426 هـ/2005م. من قبل رئاسة ديوان الوقف السني في العراق وتم تأثيثه وفرشهِ على النمط الحديث، وتقام فيهِ صلاة الجمعة والصلوات الخمس.
ومصلاه يتسع لأكثر من 80 مصل، حيث يبلغ طول الحرم الآن 5 متر، وعرضه 8 أمتار، وله محراب كبير وامام الحرم ساحة طارمة بعرضه وبطول 3 أمتار، قائمة على أعمدة مبنية من الكونكريت، وقبالة الحرم ساحة، وتبلغ المساحة الكلية للمسجد 1000 متر مربع، وبجوار الطارمة غرفة للإمام والخطيب، ومحلات للوضوء، ومصلى صيفي، ودار لسكن إمام المسجد.